# Раља (Смедерево)
Раља је насељено место града Смедерева у Подунавском округу. Према попису из 2022. има 1114 становника (према попису из 2011. било је 1209 становника).

## Историја
Село лежи југозападно од Смедерева. Раља је младо насеље које је основано за владавине кнеза Милоша. На овоме месту је била авлија коју су искоришћавала суседна села Радинац, Враново, Врбовац и варошица Колари. Предање вели да је једном приликом, пролазећи овуда књаз Милош, видео неколико колиба на друму између Вранова и Радинца у којима су становали неки нови досељеници. Наредио је одмах да се населе на данашње место и да образују село. У почетку је имало само неколико кућа, тада су у селу биле породице Ђорђевића (Миленковића), Петровића (Јовановића), Недељковића (Симића), Перишића и Спасића. Предак Ђорђевића, Ђорђе, дошао је од Лесковца бежао „преко“, и кад се из „прека“ вратио настанио се у данашњу Раљу. Предак Петровића (Јовановића), Миљко, дошао такође из Лесковца, и он је бежао „преко“ и неко време становао у радничком атару. Недељковићи, који су се раније презивали Симићи, старином су из Грљана, Спасићи из „источних крајева“, а Перишићи од Лесковца. Све до 1840. г. село је било мало. Од тада па до 60-их година прошлога века доселиле су се све тадашње породице.
Године 1846. Раља је имала 30 кућа, а по попису из 1921, год. у селу је било 125 кућа са 664 становника. Црква и парохија били су у Вранову. (подаци датирају крајем 1925. године).
 Село има школу од 1926. год.

## Демографија
У насељу Раља живи 980 пунолетних становника, а просечна старост становништва износи 40,8 година (40,1 код мушкараца и 41,5 код жена). У насељу има 369 домаћинстава, а просечан број чланова по домаћинству је 3,28.
Ово насеље је великим делом насељено Србима (према попису из 2002. године), а у последња три пописа, примећен је пораст у броју становника.
|             | \| Демографија[4] \| Демографија[4] \| Демографија[4] \| \| Година \| Становника \| Становника \| \| -------------- \| -------------- \| -------------- \| \| 1948. \| 821 \| \| \| 1953. \| 878 \| \| \| 1961. \| 954 \| \| \| 1971. \| 1.010 \| \| \| 1981. \| 1.261 \| \| \| 1991. \| 1.358 \| 1.322 \| \| 2002. \| 1.537 \| 1.603 \| \| 2011. \| 1.209 \| \| \| 2022. \| 1.114 \| \| |            |
| Демографија | |            |
| Година      | Становника | Становника |
| 1948.       | 821 |            |
| 1953.       | 878 |            |
| 1961.       | 954 |            |
| 1971.       | 1.010 |            |
| 1981.       | 1.261 |            |
| 1991.       | 1.358 | 1.322      |
| 2002.       | 1.537 | 1.603      |
| 2011.       | 1.209 |            |
| 2022.       | 1.114 |            |

| Етнички састав према попису из 2002.‍ | Етнички састав према попису из 2002.‍ | Етнички састав према попису из 2002.‍ | Етнички састав према попису из 2002.‍ | Етнички састав према попису из 2002.‍ |
| ------------------------------------ | ------------------------------------ | ------------------------------------ | ------------------------------------ | ------------------------------------ |
|                                      |                                      |                                      |                                      |                                      |
| Срби                                 | Срби                                 |                                      | 1.430                                | 93,03%                               |
| Муслимани                            | Муслимани                            |                                      | 8                                    | 0,52%                                |
| Хрвати                               | Хрвати                               |                                      | 5                                    | 0,32%                                |
| Украјинци                            | Украјинци                            |                                      | 1                                    | 0,06%                                |
| Албанци                              | Албанци                              |                                      | 1                                    | 0,06%                                |
| непознато                            | непознато                            |                                      | 88                                   | 5,72%                                |

| Година пописа     | 1948. | 1953. | 1961. | 1971. | 1981. | 1991. | 2002. |
| ----------------- | ----- | ----- | ----- | ----- | ----- | ----- | ----- |
| Број домаћинстава | 184   | 188   | 218   | 249   | 343   | 341   | 485   |

| Број чланова      | 1  | 2   | 3  | 4   | 5  | 6  | 7  | 8 | 9 | 10 и више | Просек |
| ----------------- | -- | --- | -- | --- | -- | -- | -- | - | - | --------- | ------ |
| Број домаћинстава | 81 | 118 | 85 | 107 | 50 | 26 | 14 | 3 | 1 | 0         | 3,17   |

| Пол    | Укупно | Неожењен/Неудата | Ожењен/Удата | Удовац/Удовица | Разведен/Разведена | Непознато |
| ------ | ------ | ---------------- | ------------ | -------------- | ------------------ | --------- |
| Мушки  | 622    | 200              | 375          | 29             | 18                 | 0         |
| Женски | 650    | 138              | 379          | 112            | 19                 | 2         |
| УКУПНО | 1.272  | 338              | 754          | 141            | 37                 | 2         |

| Пол    | Укупно                    | Пољопривреда, лов и шумарство | Рибарство                            | Вађење руде и камена | Прерађивачка индустрија       |
| ------ | ------------------------- | ----------------------------- | ------------------------------------ | -------------------- | ----------------------------- |
| Мушки  | 285                       | 41                            | 0                                    | 1                    | 113                           |
| Женски | 108                       | 34                            | 0                                    | 0                    | 28                            |
| УКУПНО | 393                       | 75                            | 0                                    | 1                    | 141                           |
| Пол    | Производња и снабдевање   | Грађевинарство                | Трговина                             | Хотели и ресторани   | Саобраћај, складиштење и везе |
| Мушки  | 5                         | 41                            | 21                                   | 1                    | 11                            |
| Женски | 1                         | 4                             | 7                                    | 6                    | 0                             |
| УКУПНО | 6                         | 45                            | 28                                   | 7                    | 11                            |
| Пол    | Финансијско посредовање   | Некретнине                    | Државна управа и одбрана             | Образовање           | Здравствени и социјални рад   |
| Мушки  | 0                         | 9                             | 8                                    | 1                    | 8                             |
| Женски | 0                         | 4                             | 6                                    | 3                    | 10                            |
| УКУПНО | 0                         | 13                            | 14                                   | 4                    | 18                            |
| Пол    | Остале услужне активности | Приватна домаћинства          | Екстериторијалне организације и тела | Непознато            | Непознато                     |
| Мушки  | 1                         | 0                             | 0                                    | 24                   | 24                            |
| Женски | 1                         | 0                             | 0                                    | 4                    | 4                             |
| УКУПНО | 2                         | 0                             | 0                                    | 28                   | 28                            |

## Коришћена Литература
- Извор Монографија Подунавске области 1812-1927 саставио Др, Владимир Марган бив. Председник Обласног одбора Комесар Обласне Самоуправе, објављено (1927 г.)„Напредак Панчево,,
- „Летопис“: Подунавска места и обичаји Марина (Беч 1999 г.).